# 十月革命島
十月革命島（じゅうがつかくめいとう；ロシア語:остров Октябрьской Революцииオーストラフ・アクチャーブリスカイ・リヴァリューツィイ；ラテン文字表記:Ostrov Oktyabrskoy Revolyutsii；英語:October Revolution Island）は、北極海に浮かぶセヴェルナヤ・ゼムリャ諸島最大の島。無人島である。面積は14204km2。ロシア・クラスノヤルスク地方に属する。島の北端は、北緯80度を超えている。ロシア語のままオクチャブリスカヤ・レヴォリューツィヤ島と書かれることもある。

## 歴史
1930-32年にゲオルギー・ウシャコフらが探検し、ロシア革命の中でも最も偉大な革命とされた十月革命にちなんで命名された。
1974-88年の間にバビロフ気象台がバビロフ氷帽の北部で稼動していた記録がある。
2006年12月1日にタイミル自治管区の本会議において島名をセント・アレクサンドラ島に改名する決議案が提出された。しかしながら、2007年1月1日にタイミル自治管区がクラスノヤルスク地方に併合され、改名案は事実上消滅した。

## 地理
島には5つの巨大な氷帽があり、それぞれ名称が付けられている。最高峰は、カルピンスキ氷帽にある標高965mのカルピンスキ山（Mount Karpinski）。島の海岸は概して険しく、島の最大の湾は、北部の海岸にある。

## 動植物
島のほぼ全土を氷が覆っており、植生は乏しく、コケなどの地衣類が見られる程度である。トナカイ、ホッキョクグマ、レミングス、キツネが生息し、北と東の海岸が繁殖地となっている。鳥類としては、ウミガラス、カモメ、ユキホオジロが生息する。沿岸部はセイウチの大きな繁殖地となっている。